# Tolini
Tolini (naziv nastao od grčkog θολός ( 'tholós' ) „mutni“ ili „blatni“;  od drevne grčke riječi koja znači „tinta sepija“) široki su niz organskih spojeva nastalih solarnim ultraljubičastim ili kozmičkim zračenjem jednostavnih ugljikovodika koji sadrže spojeve poput:
- ugljičnog dioksida ( CO2 ),

- metana (CH4 ),

- etana (C2H6 ), često u kombinaciji s

- dušikom (N2) ili

- vode (H2O).

Tolini su neuredni polimerni materijali napravljeni od ponavljajućih lanaca povezanih podjedinica i složenih kombinacija funkcionalnih skupina. Tolini se prirodno ne formiraju na Zemlji modernog doba, ali se nalaze u velikom obilju na površinama ledenih tijela u vanjskom Sunčevom sustavu i kao crvenkasti aerosoli u atmosferi vanjskih planeta Sunčevog sustava i Mjeseca.
Uz prisustvo vode, tolini mogu biti sirovina za prebiotsku kemiju, tj. neživu kemiju koja tvori osnovne kemikalije koje čine život. Njihovo postojanje ima posljedice na porijeklo života na Zemlji, a možda i na drugim planetima. Kao čestice u atmosferi, tolini raspršuju svjetlost i mogu utjecati na nastanjivost nekog planeta.

## Formacija
Smatra se da se tolini formiraju u prirodi pomoću lanca kemijskih reakcija poznatih kao piroliza i radioliza. Ovo započinje disocijacijom i ionizacijom molekularnog dušika (N2) i metana (CH4) energetskim česticama i sunčevim zračenjem. Nakon toga slijedi stvaranje etilena ,etana, acetilena, vodikovog cijanida i drugih malih jednostavnih molekula i malih pozitivnih iona. Daljnje reakcije tvore druge organske molekule, a njihova polimerizacija dovodi do stvaranja aerosola težih molekula, koji se zatim kondenziraju i talože na površini planeta ispod.  Tolini formirani pri niskom tlaku imaju tendenciju da sadrže atome dušika u unutrašnjosti svojih molekula, dok tolini koji nastaju pri visokom tlaku imaju veću vjerojatnost da su dušikovi atomi smješteni u terminalnim položajima. 

## Biološki značaj
Laboratorijski eksperimenti sugeriraju da bi tolini u blizini velikih bazena tekuće vode koji bi mogli postojati tisućama godina mogli olakšati stvaranje prebiotske kemije i imati implikacije na podrijetlo života na Zemlji, a moguće i druge planete.  Također, kao čestice u atmosferi egzoplaneta, tolini utječu na raspršenje svjetlosti i djeluju kao štit za zaštitu planetarnih površina od ultraljubičastog zračenja, utječući na nastanjivost. Laboratorijskim simulacijama pronađeni su izvedeni ostaci povezani s aminokiselinama iurea, s važnim astrobiološkim implikacijama. 
Na Zemlji, velik broj različitih bakterija iz tla može koristiti laboratorijski proizvedene tolove kao jedini izvor ugljika. Tolini su mogli biti prva mikrobna hrana za heterotrofne mikroorganizme prije nego što se autotrofija razvila. 

## Pojava
Tolini se pojavljuju na mnogim mjestima u Sunčevom sustavu, uključujući Titan, Pluton, Haron, Europa, Ganimed, Kalista, a smatra se da velika većina transneptunskih objekata sadrži velike količine tolina, kao npr. 486958 Arrokoth.